# St. Joseph (Lendringsen)

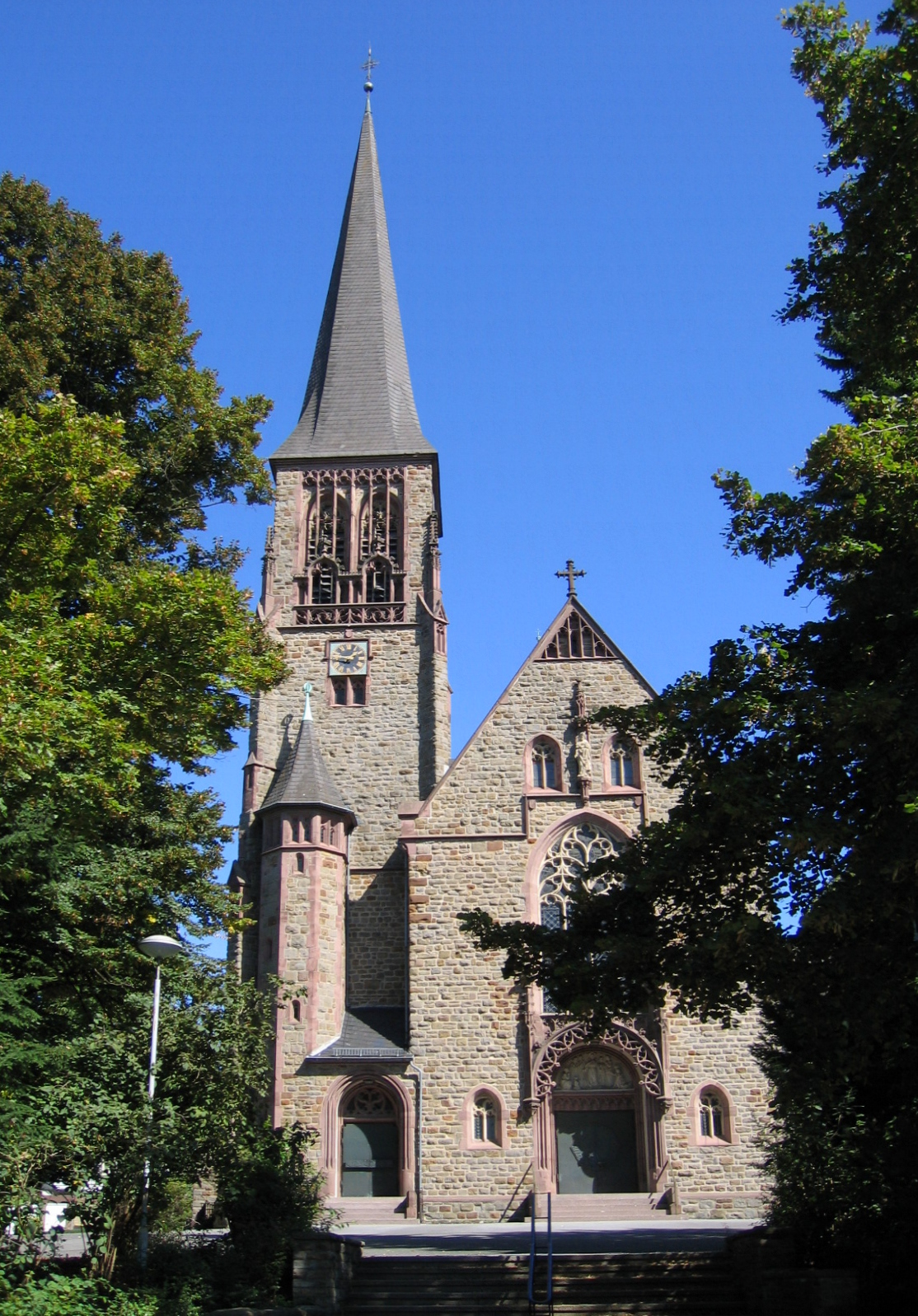
Katholische Pfarrkirche St. Josef in Menden-Lendringsen

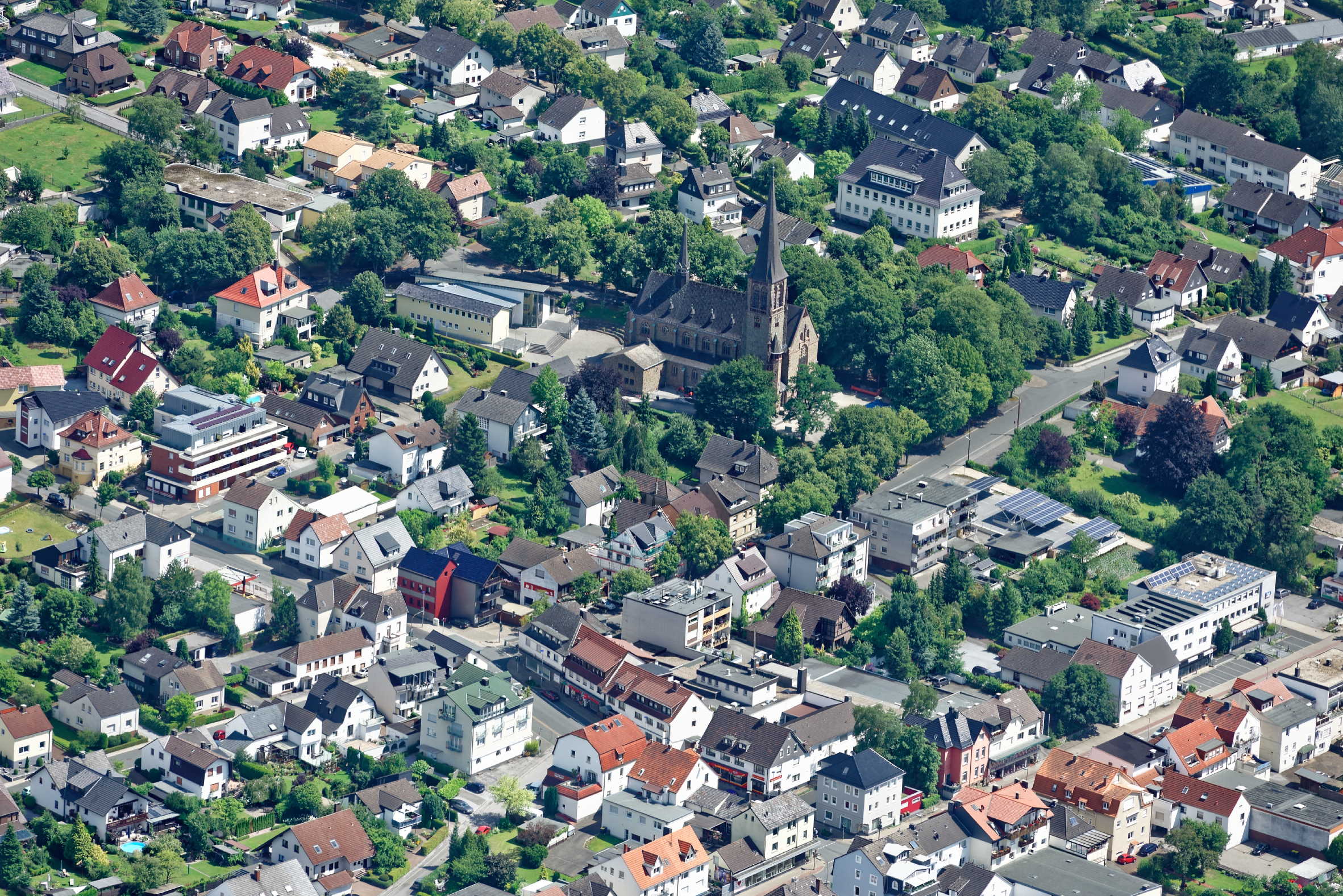
Luftbild von Lendringsen mit St. Josef (2015)

Die Pfarrkirche St. Josef in Lendringsen (Stadt Menden (Sauerland) in Nordrhein-Westfalen) ist die Hauptkirche der Pfarrei St. Josef und des Pastoralverbundes Lendringsen Hönnetal. Sie steht seit 1985 unter Denkmalschutz und trägt die Denkmalnummer 42.

## Geschichte
Aufgrund der am Ende des 19. Jahrhunderts einsetzenden Industrialisierung an Hönne und Bieber und dem damit verbundenen raschen Bevölkerungsanstieg wurde in den Jahren 1908 bis 1909 im Mendener Süden, auf einem Gelände, das die Familie Schulte-Hense zur Verfügung gestellt hatte, eine neue Kirche gebaut, die dem Heiligen Josef geweiht ist. Die Benediktion erfolgte am 15. August 1909 durch Dechant Boeddicker von St. Vincenz, die feierliche Konsekration am 6. Oktober 1912 durch Bischof Karl Joseph Schulte aus Paderborn.

## Ausstattung
Die Kirche verfügt über drei große Fenster im Altarraum. Das linke Fenster zeigt eine sehr beliebte Szene, den heiligen Josef als Zimmermann bei der Arbeit, Maria und Jesus schauen ihm zu. In der Mitte das zentrale Fenster mit der Allerheiligsten Dreifaltigkeit als zentralem Element. Das untere Drittel zeigt Maria und Josef, und zwischen ihnen die deutlich zu erkennende Josefskirche, wie sie der Dreifaltigkeit entgegengestreckt wurde. Das rechte Fenster stellt in der sakralen Kunst eine Seltenheit dar: der heilige Josef auf dem Sterbebett; an seiner Seite Jesus, der seinen Pflegevater segnet.
Der Innenraum der Kirche wurde nach dem Zweiten Vatikanischen Konzil 1967/1968 vollkommen neu gestaltet. In der Hauptachse der Kirche vor der Rückwand des Chores – dort, wo früher der Hauptaltar gestanden hatte, erhielt der Tabernakel seinen würdigen zentralen Platz, flankiert von bronzenen Leuchtern. Diese Tabernakelstele – Aufbewahrungsort für die heilige Eucharistie – ist als Lebensbaum dargestellt und versinnbildlicht auf den Türen das Gleichnis der wunderbaren Brotvermehrung durch Ähren und Fisch. Der Altar stellt eine stilisierte Dornenkrone dar, von der Blutstropfen zur Erde fallen. Der Chorraum ist mit Werken des Bildhauers Joseph Baron aus Hemmerde ausgestaltet. Am 1. Februar 1970 konsekrierte Weihbischof P. Nordhues den Altar, in dessen Altarplatte sich Reliquien der Heiligen Simplicius und Mansuetus befinden. Ambo und Priestersitz vervollständigen zusammen mit dem Taufstein den Altarraum als Handlungsort der heiligen Liturgie. Am Taufstein sind weiße Bänder angebracht, die die Aufnahme der Täuflinge zur Gemeinde symbolisieren.
Das Hauptschiff der Kirche flankieren acht unscheinbare Fenster. Im unteren Feld der Kirche ist je eine der acht Seligpreisungen dargestellt, wie sie in der Bergpredigt von Jesus genannt werden.
Der Kreuzweg wurde von 1920 bis 1922 von Anton Waller geschaffen. Waller ist einer der Künstler der sogenannten Wiedenbrücker Schule. Typisch für die damalige Zeit ist der Detailreichtum der Stationsbilder und die klare Zuordnung von „Gut und Böse“.
Im hinteren Bereich der Kirche befinden sich sowohl rechts als auch links weitere Kreuze. Nach dem Zweiten Weltkrieg wurden in der Kirche Kreuze mit den Namen der im Krieg umgekommenen Lendringser Soldaten aufgehängt.
Direkt gegenüber erinnern seit 2006 Kreuze an die Gemeindemitglieder, die jeweils in den letzten zwölf Monaten verstorben sind. Häufig brennen hier Kerzen, die an einen ganz bestimmten Menschen erinnern.
Das Geläut besteht aus insgesamt vier Glocken. Das Hauptgeläut im Turm besteht aus drei Briloner Sonderbronzeglocken aus dem Jahre 1948, Tonfolge d'-f'-g'. Im Dachreiter hängt noch eine kleine Wandlungsglocke mit dem Ton fis", gegossen 1663.